# 都城市立姫城中学校
都城市立姫城中学校（みやこのじょうしりつ ひめぎちゅうがっこう）は、宮崎県都城市都北町にある公立の小学校。

## 概要
歴史
1949年（昭和24年）に都城市内の中学校2校（明道・南）の統合により創立。2024年（令和6年）に創立75周年を迎えた。
校章
1950年（昭和25年）に制定。図案は向田三男による。中央に「中」の文字を配している。
校歌
1950年（昭和25年）に制定。作詞は富松良夫、作曲は園山民平氏による。歌詞は3番まであり、各番の歌詞中に校名の「姫城中学」が登場する。
通学区域
- 都城市立明道小学校
- 都城市立南小学校[1]

## 沿革
旧・明道中学校（めいどう）
- 1947年（昭和22年）- 学制改革が行われる（六・三制の実施）。
  - 4月1日 - 明道国民学校初等科は新制小学校「都城市立沖水小学校」に改組・改称。
  - 5月8日 - 都城国民学校高等科[2]は、青年学校普通科とともに、新制中学校「都城市立明道中学校」に改組・改称。

旧・南中学校（みなみ）
- 1947年（昭和22年）- 学制改革が行われる（六・三制の実施）。
  - 4月1日 - 南国民学校初等科は新制小学校「都城市立南小学校」に改組・改称。
  - 5月8日 - 都城国民学校高等科[2]は、青年学校普通科とともに、新制中学校「都城市立南中学校」に改組・改称。

統合・姫城中学校
- 1949年（昭和24年）
  - 4月1日 - 上記2校（明道・南）が統合される。初代校長に細山田昭芳が着任。
  - 4月13日 - 旧・宮崎県立都城高等女学校跡に移転。
  - 5月15日 - 校名を「姫城市立姫城中学校」（現校名）とする。
  - 9月1日 -	旧・都城国民学校[2]跡の新校舎に移転。
- 1950年（昭和25年）
  - 3月24日 - 校歌を制定。
  - 4月1日 - 校章を制定。
- 1956年（昭和31年）10月 - 校旗を制定。
- 1957年（昭和32年）4月 - 女子生徒の夏服を制定。
- 1961年（昭和36年）5月 - 応援歌を制定。

## 交通アクセス
最寄りの鉄道駅
- JR九州 日豊本線「西都城駅」

最寄りのバス停留所
- 宮崎交通（宮交バス）「藤元総合病院」停留所

最寄りの幹線道路
- 国道269号

## 周辺
- 藤元総合病院
- 都城市立美術館
- 都城島津邸